# Black Sabbath (альбом)
Black Sabbath — дебютний студійний альбом однойменного британського хеві-метал-гурту «Black Sabbath», що вийшов 13 лютого 1970 року на лейблі Vertigo Records. Платівка досягла 8 позиції у британському чарті і 23 — у Billboard 200.
Записаний всього за 3 дні (8 годин студійної роботи) і вартуючи гурту 1200 фунтів стерлінгів, сьогодні дебютний альбом Black Sabbath вважається класикою хеві-металу. У списку IGN Music (Top 25 Metal Albums) він на 13 місці (другий альбом гурту в цьому списку; Paranoid знаходиться на 2 позиції, поступаючись лише Master of Puppets гурту Metallica).

## Історія
Заголовна композиція «Black Sabbath» (названа на честь фільму 1964 року із Борисом Карлоффом у головній ролі, і яка, в результаті, дала назву гурту), з'явилась після того, як Гізер Батлер взяв у Оззі Озборна книгу XVI століття про чорну магію.
|                | Я прокинувся посеред ночі: біля протилежного кінця ліжка стояла фігура у чорному. Через декілька секунд вона немовби розчинилась у повітрі, змусивши мене пережити момент незабутнього жаху… Я розказав про це Оззі, і у нього, судячи із всього, ця історія засіла у пам'яті. Як тільки ми починали грати «Black Sabbath», він одразу ж видавав весь цей текст. Після цього стало зрозуміло: іншої назви для гурту і бути не може! |
| — Гізер Батлер | |

Згідно з іншою версією, Гізер і Тоні на репетиції представляючи нові музичні ідеї Оззі та Біллу, зіграли незалежно один від одного той же риф. Пісня «Evil Woman» із цього альбому була представлена як окремий сингл (разом із «Wicked World» на зворотному боці).

### Видання
Оригінальний вініловий диск, який нині є раритетом, вийшов з обкладинкою, що розкривалася. На розвороті її був зображений перевернений хрест з коротким віршем всередині:
|  | А дощ все ллє і ллє... Завіси темряви огортають почорнілі дерева, і вони, покручені якоюсь невидимою силою, кидають втомлені листя і хилять гілки до посипаної пташиними крилами сірої землі. Перед жестикулює смертю маки в траві стікають кров'ю, а намертво захоплені капканами юні кроленята нерухомо застигли, ніби охороняючи навколишню безмовність, що загрожує поглинути всіх тих, хто в нього вслухається. Втомлені від безперестанного жаху вчорашнього дня німі пташки збиваються у зграї в найтемніших куточках, відвертаючи голови від мертвого чорного лебедя, що пливе догори черевом в долині по гладі маленького ставка. Від ставка цього виходить легкий хтивий туман, що прокладає собі шлях наверх, щоб пестити ноги безголової статуї мученика, єдине досягнення якого полягала в тому, що він помер дуже рано, так і не дочекавшись відпущення гріхів. Потік темряви проявляється у всій своїй величі, і починається довга чорна ніч, а юна діва у озера все чекає і чекає. Незрачя, вона вважає себе невидимою і крадькома посміхається далекому церковного дзвону і дощу, що все ллє і ллє…. |

Оригінальна європейська версія альбому містить композицію «Evil Woman» з однойменного синглу, який вийшов ще до виходу альбому; він відкриває його другу сторону. На американській версії диска перший трек боку Б — композиція «Wicked World» (яка, своєю чергою, була стороною Б на синглі «Evil Woman»).
Американська версія альбому містить більше композицій, ніж оригінальний диск. Вважається, що ці додаткові композиції з'явилися виділенням програшів з основного матеріалу:
- «Wasp» — інтро з «Behind The Wall Of Sleep»
- «Bassically» — соло бас-гітари, яке відкриває «N.I.B.».
- «A Bit Of Finger» — акустичний вступ до «Sleeping Village».

У деяких американських виданнях композиції «Wasp», «Behind The Wall Of Sleep», «Bassically» об'єднані в один трек з назвою «Sleeping Village», «NIB» «A Bit Of Finger» і «Warning» так само об'єднані в один трек, в той час, як європейське видання розділяє всі ці треки.
Більшість північноамериканських видань альбому неправильно вказують тривалість «Wicked World» в 4:30, і попурі Warning в 14:32.

## Список композицій

### Європейське видання
| Сторона 1 | Сторона 1                  | Сторона 1  |
| #         | Назва                      | Тривалість |
| --------- | -------------------------- | ---------- |
| 1.        | «Black Sabbath»            | 6:20       |
| 2.        | «The Wizard»               | 4:24       |
| 3.        | «Behind the Wall of Sleep» | 3:37       |
| 4.        | «N.I.B.»                   | 6:08       |

| Сторона 2 | Сторона 2            | Сторона 2  |
| #         | Назва                | Тривалість |
| --------- | -------------------- | ---------- |
| 5.        | «Evil Woman» (кавер) | 3:25       |
| 6.        | «Sleeping Village»   | 3:46       |
| 7.        | «Warning» (кавер)    | 10:28      |

| Додаткова композиція CD перевидання 1996 року | Додаткова композиція CD перевидання 1996 року | Додаткова композиція CD перевидання 1996 року |
| #                                             | Назва                                         | Тривалість                                    |
| --------------------------------------------- | --------------------------------------------- | --------------------------------------------- |
| 8.                                            | «Wicked World»                                | 4:47                                          |

| Делюкс видання європейської версії 2009 року, диск 2 | Делюкс видання європейської версії 2009 року, диск 2 | Делюкс видання європейської версії 2009 року, диск 2 |
| #                                                    | Назва                                                | Тривалість                                           |
| ---------------------------------------------------- | ---------------------------------------------------- | ---------------------------------------------------- |
| 1.                                                   | «Wicked World» (В-сайд сингл, TF1067)                | 4:44                                                 |
| 2.                                                   | «Black Sabbath»                                      | 6:22                                                 |
| 3.                                                   | «Black Sabbath» (інструментальна)                    | 6:13                                                 |
| 4.                                                   | «The Wizard»                                         | 4:46                                                 |
| 5.                                                   | «Behind the Wall of Sleep»                           | 3:41                                                 |
| 6.                                                   | «N.I.B.» (інструментальна)                           | 6:08                                                 |
| 7.                                                   | «Evil Woman» (альтернативна версія)                  | 3:47                                                 |
| 8.                                                   | «Sleeping Village» (інтро)                           | 3:45                                                 |
| 9.                                                   | «Warning» (Part 1)                                   | 6:58                                                 |

### Північноамериканське видання
| Сторона 1 | Сторона 1                                               | Сторона 1  |
| #         | Назва                                                   | Тривалість |
| --------- | ------------------------------------------------------- | ---------- |
| 1.        | «Black Sabbath»                                         | 6:20       |
| 2.        | «The Wizard»                                            | 4:22       |
| 3.        | «Wasp / Behind the Wall of Sleep / Bassically / N.I.B.» | 9:44       |

| Сторона 2 | Сторона 2                                      | Сторона 2  |
| #         | Назва                                          | Тривалість |
| --------- | ---------------------------------------------- | ---------- |
| 4.        | «Wicked World»                                 | 4:47       |
| 5.        | «A Bit of Finger / Sleeping Village / Warning» | 14:15      |

| Додаткова композиція перевидання 2004 року | Додаткова композиція перевидання 2004 року | Додаткова композиція перевидання 2004 року |
| #                                          | Назва                                      | Тривалість                                 |
| ------------------------------------------ | ------------------------------------------ | ------------------------------------------ |
| 6.                                         | «Evil Woman»                               | 3:25                                       |

## Учасники запису
Black Sabbath
- Оззі Осборн — вокал, гармоніка на «The Wizard»
- Тоні Айоммі — гітара
- Ґізер Батлер — бас-гітара
- Білл Ворд — барабани

Запрошені музиканти
- Роджер Бейн — продюсування
- Том Аллом — інжиніринг
- Баррі Шеффілд — інжиніринг
- Маркус Кіф — графіка, фотографування